# K’inich Joy K’awiil
K’inich Joy K’awiil – władca Caracol. Wstąpił na tron w 799 roku.